# Leopoldsburg
Leopoldsburg (en francés cooficial Bourg‐Léopold) es una localidad y municipio de la provincia de Limburgo en Bélgica. Sus municipios vecinos son Balen, Beringen, Ham y Hechtel-Eksel. Tiene una superficie de 22,5 km² y una población en 2018 de 15.625 habitantes, siendo los habitantes en edad laboral el 63% de la población.

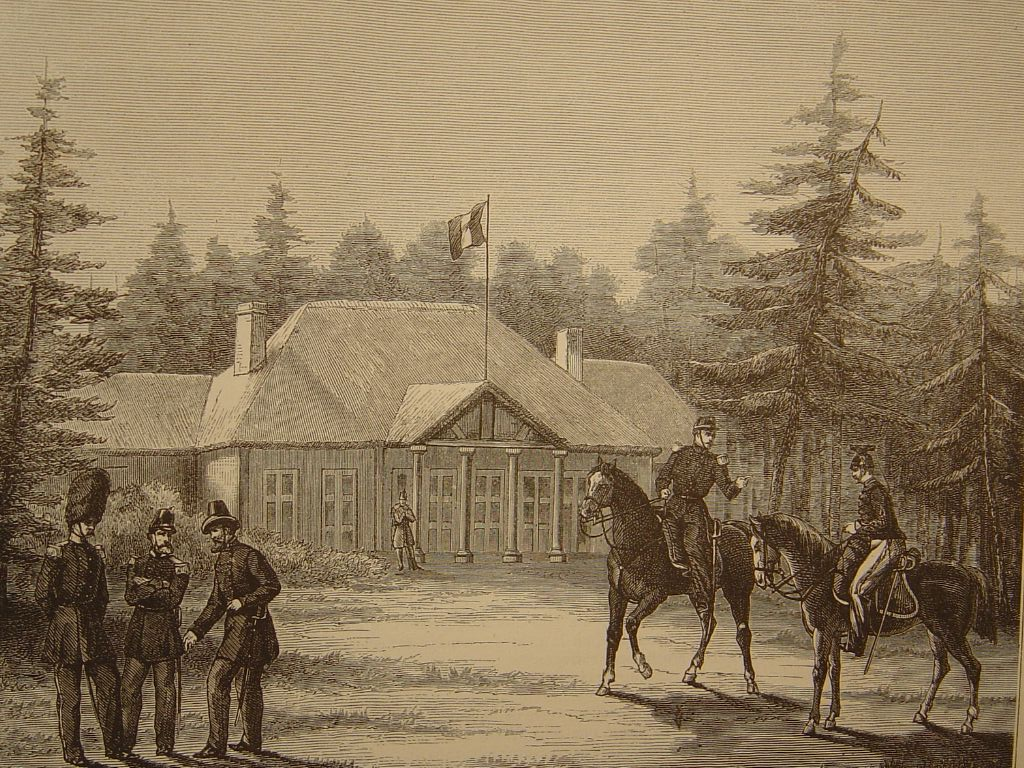
Campo de Beverloo.

El municipio se compone de los siguientes sub-municipios: Leopoldsburg y Heppen.

## Historia
Leopoldsburg es conocido por sus cuarteles y campo de entrenamiento del ejército belga. La instalación fue construida por orden de Leopoldo I de Bélgica en 1835 para defenderse de las tropas holandesas, llamada en principio Campamento Beverlo -nombre del municipio al que pertenecía entondes-, y que con el tiempo dio lugar al nacimiento de la actual ciudad de Leopoldsburg. Popularmente a Leopoldsburg todavía se le llama Strooiendorp -pueblo de paja-, debido a las primeras casas de techo de paja que se construyeron para los militares en ese momento en las inmediaciones del campamento. La instalación militar fue usada por los alemanes durante las dos guerras mundiales y en la actualidad continúa siendo una importante base del ejército belga.
La industria en 1850 se componía de una cervecería, un molino de harina y una destilería de ginebra. Más tarde llegó un negocio de fabricación de velas, una compañía de tabaco y un puerto en el Canal de Beverlo.

## Demografía

### Evolución
Todos los datos históricos relativos al actual municipio, el siguiente gráfico refleja su evolución demográfica, incluyendo municipios después de efectuada la fusión el 1 de enero de 1977.
| Gráfica de evolución demográfica de Leopoldsburg entre 1846 y 2020 |
|                                                                    |